# Сенендедж
Сенендедж (перс. سنندج, від курд. Sine Dizh — «Замок Сени», сорані سنە, курд. Sine) — місто на заході Ірану, адміністративний центр провінції Курдистан. Населення — 311 446 чоловік, в основному курди та вірмени.
Сенендедж розташований за 512 км на захід від Тегерана на висоті 1480 Метри над рівнем моря. Клімат — різко континентальний, посушливе літо (до 40 °C), холодна зима (до −30 °C). Середньорічна кількість опадів — 497 мм.